# Lucio Cecchinello
Lucio Cecchinello, född 21 oktober 1969 i Venedig, är en italiensk tidigare roadracingförare. Han tävlade i Roadracing Grand Prix i 125GP-klassen från 1993 till 2003 med ett uppehåll 1995. Cecchinello vann totalt sju Grand Prix-segrar och kom som bäst fyra i VM.
Cecchinello gjorde VM-debut 1993 på en motorcykel av märket Gazzaniga. Han deltog i 12 race utan att ta poäng. Året därefter körde han Honda och tog sina första poäng. 1995 fick han inget kontrakt med något team, så till 1996 hade han startat ett eget - Team LCR. Cecchinello körde Honda i sitt eget team med allt bättre resultat. Första Grand Prix-segern vann han 1998 i Madrid Grand Prix. Det året slutade han femma i VM. Efter två lite sämre säsonger på Honda fick Cecchinello en styrning för Aprilia till Roadracing-VM 2001. Han vann en seger och tog ytterligare tre pallplatser och slutade fyra i VM. Roadracing-VM 2002 vann Cecchinello tre GP-segrar och blev tvåa två gånger. Men han bröt även fem tävlingar och blev därför inte bättre än fyra i VM. 2003 kom att bli Cecchinellos sista år som VM-förare. Säsongen började mycket bra med två segrar och en tredjeplats de fem första deltävlingarna. Sedan blev det inga fler bra placeringar och Cecchinello slutade som nia i världsmästerskapen. Från 2002 var Cecchinello även teamchef i 250GP. Efter racingkarriären fortsatte han att utveckla Team LCR och tog det till MotoGP-klassen 1996 i samarbete med Honda.